# Holsen Cubas
Holsen Cubas (Lima, Provincia de Lima, Perú, 1 de enero de 2004) es un futbolista peruano. Juega de lateral derecho y su equipo actual es el Club Universitario de Deportes de la Primera División del Perú.

## Trayectoria
Fue formado en las divisiones menores de Universitario de Deportes, club al que llegó en el año 2018. Luego de estar jugando en la Copa Federación y torneos de menores, en 2022 fue ascendido al primer equipo por el técnico Gregorio Pérez y firmó su primer contrato profesional hasta el año 2024. Para la fecha 9 recibió su primera convocatoria frente a Ayacucho F. C.
En el 2024 fichó por Juan Pablo II College para afrontar la Liga 2 2024. A final de temporada logró el ansiado ascenso a la Liga 1, siendo subcampeón del torneo. En la temporada jugó un total de 14 partidos.

## Clubes
| Club                      | País | Año           |
| ------------------------- | ---- | ------------- |
| Universitario de Deportes | Perú | 2022-presente |